# Hastings, Nya Zeeland
Hastings är en stad alldeles vid östra kusten i regionen Hawke's Bay på Nya Zeeland. Invånarantalet låg på 65 700 personer år 2010. 